# Стшельці (гміна)
Гміна Стшельце (пол. Gmina Strzelce) — сільська гміна у центральній Польщі. Належить до Кутновського повіту Лодзинського воєводства.
Станом на 31 грудня 2011 у гміні проживало 4114 осіб.

## Площа
Згідно з даними за 2007 рік площа гміни становила 90.11 км², у тому числі:
- орні землі: 85.00%
- ліси: 8.00%

Таким чином, площа гміни становить 10.17% площі повіту.

## Населення
Станом на 31 грудня 2011:
| Опис     | Загалом | Загалом | Чоловіки | Чоловіки | Жінки | Жінки |
| -------- | ------- | ------- | -------- | -------- | ----- | ----- |
| одиниця  | осіб    | %       | осіб     | %        | осіб  | %     |
| все      | 4114    | 100     | 2032     | 49.39    | 2082  | 50.61 |
| міське   | 0       | 100     | 0        |          | 0     |       |
| сільське | 4114    | 100     | 2032     | 49.39    | 2082  | 50.61 |

## Сусідні гміни
Гміна Стшельце межує з такими гмінами: Ґостинін, Кутно, Ланента, Опорув, Щавін-Косьцельни.